# هاولز (نبراسکا)
هاولز(به انگلیسی: Howells) شهری در ایالت نبراسکا کشور ایالات متحده آمریکا است که جمعیت آن در سرشماری سال ۲۰۱۰ میلادی، ۵۶۱ نفر بوده‌است.